# Syrinx aruanus
La trompeta australiana o trompeta falsa (Syrinx aruanus), es una especie extremadamente grande de caracol marino, pudiendo llegar a medir hasta 91 centímetros de largo y pesar 18 kg. Es un molusco gastrópodo marino de la familia Turbinellidae, y es la única especie del género Syrinx.
Es el caracol más grande existente o gastrópodo en concha, y también el gastrópodo más pesado de los existentes. Aunque la concha en sí misma es bien conocida por los coleccionistas de conchas por su extraordinario tamaño, es poco conocido el comportamiento y la ecología de la especie, excepto por algún estudio sobre sus hábitos alimentarios.

## Taxonomía

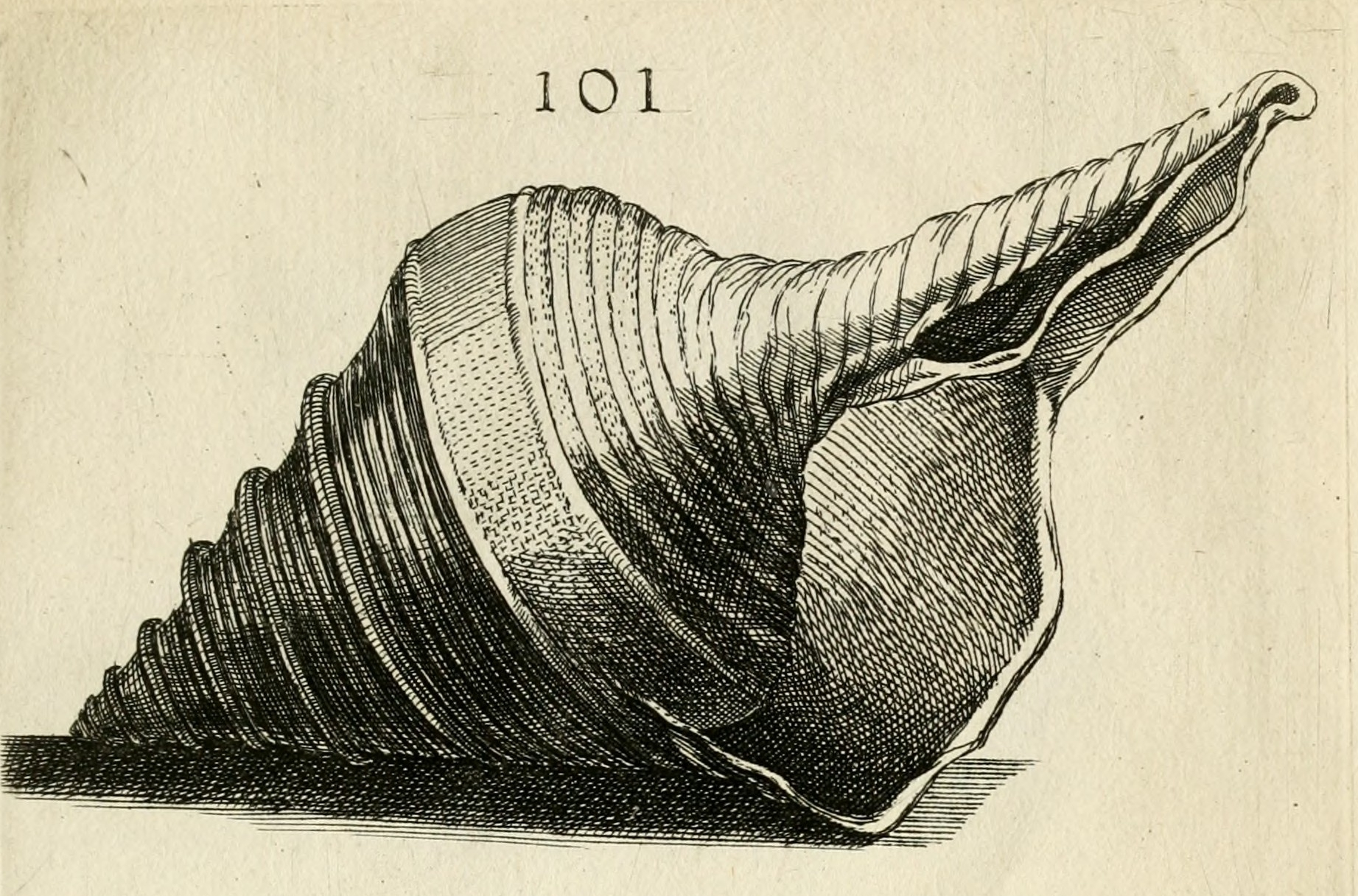
Grabado de 1681 de una concha de Syrinx aruanus por Filippo Bonanni. La dirección de giro de la concha parece estar a la inversa, debido al proceso de grabado.

En 1681, Filippo Bonanni describió esta especie en uno de los primeros libros jamás publicados dedicados exclusivamente a conchas marinas. El libro se tituló: Ricreatione dell' occhio e dela mente nell oservation' delle Chiociolle, proposta un' curiosi delle opere della natura, &c.
Las afinidades taxonómicas de Syrinx aruanus no fueron correctamente entendidas por mucho tiempo. Hasta hace poco se le incluyó en la familia Melongenidae. Una detallada visión general sobre su taxonomía fue proporcionada por Harasewych & Petit (1989).

## Descripción

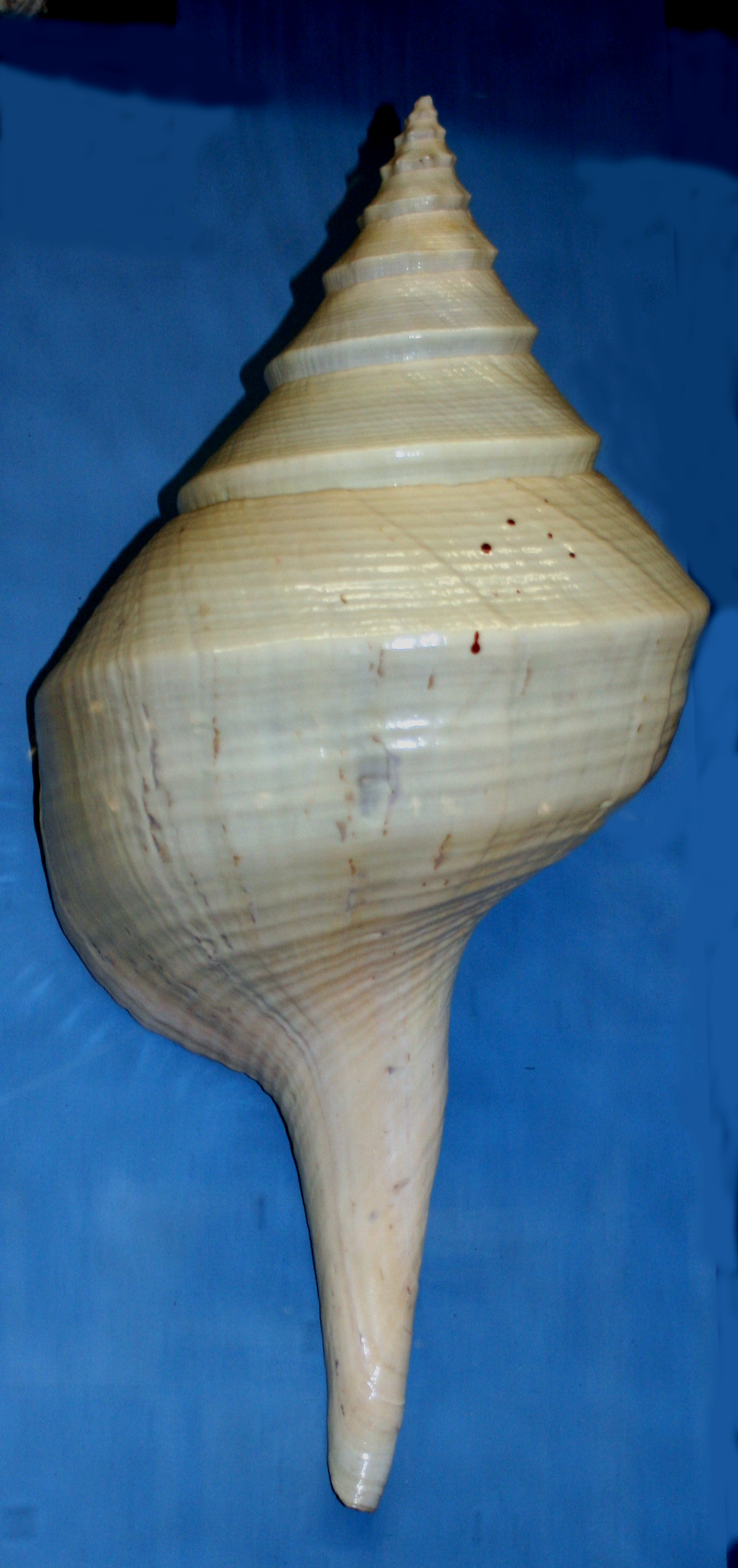
Vista dorsal de la concha de Syrinx aruanus.

Es el más grande de los gasterópodos con concha recientes (ya que no es un fósil), y por su peso es el mayor gasterópodo con concha. (Sin embargo, el mayor gasterópodo sin concha o babosa es Aplysia vaccaria, una liebre de mar gigante denominada comúnmente liebre de mar negra de California. La A. vaccaria más grande ha medido 99 cm de largo y pesado casi 14 kg). Una especie de gasterópodo fósil extremadamente grande es Campanile giganteum.
La longitud total de la concha de S. aruanus puede alcanzar hasta 91 cm (ver también Hawaiian Shell News, 1982). La concha pesa unos 1800 g.

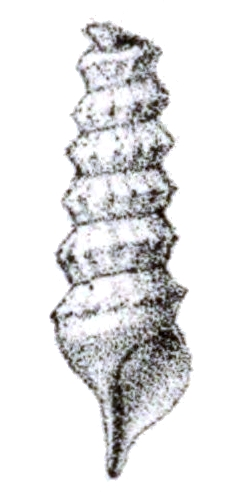
Dibujo de la protoconcha, según Tryon, 1887.

Por lo general la concha es de un tono durazno claro, sin embargo en vida se encuentra recubierta de un grueso perióstraco marrón o gris. El tono de la concha se puede decolorar hasta adoptar un amarillo cremoso. La concha en su conjunto se asemeja a un huso. La espira de la concha es alta. Las volutas por lo general poseen una quilla prominente que puede presentar nódulos sobre su superficie. La concha tiene un largo canal sifonal. A diferencia de otros géneros en la misma familia esta especie no posee pliegues en la columela.
Las conchas juveniles presentan una larga protoconcha en forma de torre o concha embrionaria de cinco volutas, la que por lo general desaparece cuando el ejemplar llega a la adultez. Esta protoconcha mide unos 2.5 cm de largo y es tan diferente de la concha del adulto que George Washington Tryon en 1887 la describió como si fuera de una especie diferente.
El peso del animal (incluyendo la concha) puede alcanzar 18 kg. La rádula de esta especie fue descripta en detalle por Wells et al. (2003).

## Distribución
La especie es propia del sector norte de Australia y zonas adyacentes, incluyendo el este de Indonesia y Papúa Nueva Guinea.

## Ecología
Estos caracoles gigantes habitan en suelos marinos arenosos en la zona intermareal y el sublitoral hasta profundidades de unos 30 m. En aquellas zonas donde no se los ha capturado en exceso, este caracol es común. (Abbott & Dance, 1982)
Esta especie carnívora se alimenta de gusanos poliquetos del género Polyodontes (Acoetidae), Loimia (Terebellidae) y Diopatra (Onuphidae). Puede parecer extraño que un gasterópodo de tal magnitud se alimente de gusanos, pero los gusanos de la familia Acoetidae incluyen los poliquetos más grandes, con una longitud que supera el metro de largo. Estos gusanos viven en tubos; Syrinx aruanus los captura con ayuda de su proboscis, la cual llega a medir 250 mm.